# Die Firma heiratet
Die Firma heiratet er en tysk stumfilm fra 1914 af Carl Wilhelm.

## Medvirkende
- Victor Arnold som Hoflieferant Manfred Mayer
- Ernst Lubitsch som Moritz Abramowski / Siegmund Lachmann
- Albert Paulig som Reisender Siegmund Philippsohn
- Ressel Orla som Trude Hoppe
- Jacques Burg